# Figueira Champions Classic
Figueira Champions Classic ist ein Straßenradrennen für Männer in Portugal.
Das Eintagesrennen wurde erstmals im Jahr 2023 ausgetragen. Im ersten Jahr war das Rennen in die Kategorie 1.1 eingestuft, seit 2024 ist es Teil der UCI ProSeries mit der Kategorie 1.Pro.
Die Strecke führt in mehreren Runden mit kurzen Anstiegen um den Ort Figueira da Foz in Zentralportugal mit Ziel in Figueira da Foz.

## Palmarès
| Jahr | Sieger          | Zweiter         | Dritter             |
| ---- | --------------- | --------------- | ------------------- |
| 2023 | Casper Pedersen | Rune Herregodts | Marijn van den Berg |
| 2024 | Remco Evenepoel | Vito Braet      | Simone Velasco      |
| 2025 | António Morgado | Paul Magnier    | Mathias Vacek       |